# Површина
Површина је геометријски појам који означава меру величине геометријске слике у еуклидском дводимензионалном простору. Тачка и линија немају површину, односно њихова површина је нула. Са друге стране раван има бесконачну површину. Површина је такође и део тела у простору који је изложен спољашњости. Мерењем површина су се бавили још стари Египћани, али су га до нивоа науке подигли тек стари Хелени. Код њих се површина неке геометријске слике израчунавала тако што се низом трансформација претвара у квадрат исте површине. Потом се измере странице квадрата и лако израчуна површина. Од тих дана је израчунавање површине добило други назив: квадратура.
Површина је количина која описује у којој је мери дводимензионална фигура или облик, или планарне ламине, у равни. Површина је њен аналогни појам на дводимензионалној површи тродимензионалног облика. Површина може бити схваћена као количина материјала са датом дебљином која би била потребна да обуче модел облика, или количина боје потребне да прекрије површ са униформним наносом. То је дводимензионални аналог дужине криве (једнодимензионални концепт) или запремине чврстог тела (тродимензионални концепт).
У СИ систему, стандардна јединица површине је квадратни метар (пише се као m²), што је површина квадрата чије су странице дуге по један метар. Облик са површином од три квадратна метра би имао исту површину као и три таква квадрата. У математици, јединица квадрата је дефинисана да има површину од један, и површину од било којег облика или површи је бездимензиони реални број.
Постоји неколико добро познатих формула за површине мањих облика као што су троуглови, правоугаоници и кругови. Користећи ове формуле, површина сваког полигона може се наћи дељењем полигона у троуглове. За облике са закривљеним границама, калкулус се често користи да се израчуна површина. Доиста, проблем одређивања површине равних фигура био је већа мотивација за историјски развој калкулуса (математичка анализа).
За чврсти облик као што је сфера, конус или цилиндар, површина њихових површи назива се површина површи. формуле за површине једноставних облика биле су рачунате у доба древних Грка, али рачунање површине компликованијих облика обично захтева мултиваријабилни калкулус.
Површина игра важну улогу у модерној математици. У додатку са очигледном важношћу у геометрији и калкулусу, површина је везана за дефиницију детерминанти у линеарној алгебри, те је основна особина површи у диференцијалној геометрији. У анализи, површина подскупа равни је дефинисана кориштењем мере Лебега, Генерално, површина у вишој математици види се као специјалан случај запремине за дводимензионалне регије.
Површина може бити дефинисана кроз употребу аксиома, дефинишући је као функцију колекције одређених равних фигура у скуп реалних бројева. Може бити доказано да таква функција постоји.

## Формална дефиниција
Појам „површине” су дефинише аксиомима. Површина може бити дефинисана као функција из колекције M specijalne vrste равних фигура (названи мерљиви скупови) ка скупу реалних бројева који задовољавају следеће особине:
- За све S у M, a(S) ≥ 0.
- Ако су S и T у M тада су и S ∪ T и S ∩ T, и такође a(S∪T) = a(S) + a(T) − a(S∩T).
- Ако су S и T у M са S ⊆ T тада је T − S у M и a(T−S) = a(T) − a(S).
- Ако је скуп S у M и S је конгруентно са T тада T је такође у M и a(S) = a(T).
- Сваки правоугаоник R је у M. Ако правоугаоник има дужину h и ширину k тада је .
- Нека Q буде скуп затворен између две степ регије S и T. Степ регија је формирана од ограничене уније сусједних правоугаоника који се налазе на истој бази, нпр. S ⊆ Q ⊆ T. Ако постоји уникатан број c такав да је a(S) ≤ c ≤ a(T) за све такве степ регије S и T, тада је .

Може бити доказано да таква површинска функција заиста постоји.

## Историја

### Површина круга
У 5. веку п. н. е., Хипократ са Хиоса је био први да покаже да је површина диска (региона обухваћеног кругом) пропорционална квадрату његовог пречника, као део његове квадратуре Хипокритовог месеца, али није идентификовао константу пропорционалности. Еудокс је исто тако у 5. веку п. н. е., утврдио да је површина диска пропорционална квадрату његовог пречника.
Књига I Еуклидових Елемената се бави једнакошћу области између дводимензионалних фигура. Математичар Архимед је користио оруђа Еуклидове геометрије да покаже да је област унутар круга једнака површини правоугаоног троугла чија база има дужину обима круга и чија висина је једнака полупречнику круга, у својој књизи Мерење круга. (Обим је , и површина троугла је половина базе пута висина, из чега следи да је површина диска π2.) Архимед је апроксимирао вредност параметра π (и стога је површина круга јединичног полупречника) путем његовог метода удвостручавања, у коме је уписивао регуларни троугао у круг, бележио његову површину, и затим удвостручавао број страна да би добио регуларни хексагон, након тога је понављао удвостручавање броја страна чиме је површина полигона постајала све ближа површини круга (и исто је радио са описаним полигонима).
Швајцарски научник Јохан Хајнрих Ламберт је 1761. године доказао да је π, однос површине круга и квадрата његовог полупречника, и да је једнака ирационалном броју, што значи да није једнака количнику било која два цела броја. Године 1794. је француским математичар Адријен-Мари Лежандр доказао да је π2 ирационална вредност; тиме је такође доказано да је π ирационално. Године 1882, немачки математичар Фердинанд фон Линдеман доказао да је π трансцендентна вредност (да није решење било које полиномне једначине са рационалним коефицијентима), чиме је потврдио претпоставку Лежандра и Ојлера.‍:p. 196

### Површина троугла
Херон (или Херо) од Александрије утврдио је Херонову формулу за површину троугла изражену односом његових страна, и доказ се може наћи у његовој књизи, Метрика, коју је написао око 60. године. По неким изворима Архимед је знао ту формулу пар векова раније, и пошто је Метрика колекција математичког знања доступног у античком свету, могуће је да та формула предатира референце дате у том раду.
Године 499. Аријабхата, велики математичар-астроном из класичног доба индијске математике и индијске астрономије, изразио је површину троугла као једну половину базе помножену висином у свом раду Aryabhatiya (секција 2.6).
Кинези су независно од Грка открили Формулу еквивалентну Хероновој. То је било објављено 1247. године у раду Шушу Ђиузханг („Математичка расправа у девет секција”), аутора Ћин Ђушао.

### Квадрилатерална површина
У 7. веку, Брамагупта је развио формулу, која је у данашње време позната као Формула Брамагупте, за површину тетивног четвороугла (четвороугла уписаног у круг) у смислу његових страна. Године 1842. немачки математичари Карл Антон Бретшнајдер и Карл Георг Христијан Штаудт независно су извели формулу, познату као Бретшнајдерова формула, за површину било ког четвороугаоника.

### Општа површина полигона
Рене Декартов развој Картезијански координата у 17. веку омогућио је Гаусу да развије геодетске формуле за површину било ког полигона са познатим локацијама теменом у 19. веку.

### Површине утврђене коришћењем рачуна
Развој интегралног рачуна у касном 17. веку пружио је оруђа која се могу користити за израчунавање компликованијих површина, као што је површина елипсе и површинске области разних закривљених тродимензионих објеката.

## Формуле за површину

### Формуле полигона
За (једноставни) полигон који не пресеца самог себе, картезијанске координате {\displaystyle (x_{i},y_{i})} (i=0, 1, ..., n-1) чијих n темена је познато, површина је дата геодетском формулом:
{\displaystyle A={\frac {1}{2}}|\sum _{i=0}^{n-1}(x_{i}y_{i+1}-x_{i+1}y_{i})|,}
где кад је i=n-1, онда је i+1 изражено као модуло n и стога се односи на 0.

#### Правоугаоници
Најосновнија формула површине је формула за површину правоугаоника. Ако је дат правоугаоник са дужином l и ширином w, формула за површину је:
A = lw (правоугаоник).
Површина правоугаоника је дужина помножена ширином. Као специјални случај, кад је l = w у случају квадрата, површина квадрата са дужином стране s је дата формулом:
A = s2 (квадрат).
Формула за површину правоугаоника следи директно из основних својстава површине, и понекад се узима као дефиниција или аксиом. С друге стране, да је геометрија развијена пре аритметике, ова формула би се могла користити за дефинисање множења реалних бројева.

#### Дисекција, паралелограми и троуглови
Већина других једноставних формула за површину следи из метода дисекције. Тиме је обухваћено дељење облика у комаде, при чему је сума површина комада једнака површини оригиналног облика.
На пример, било који паралелограм се може поделити у трапезоид и правоугаони троугао, као што је приказано на слици лево. Ако се троугао помери на другу страну трапезоида, онда је резултирајућа фигура правоугаоник. Из овога следи да је површина паралелограма једнака површини правоугаоника:
A = bh  (паралелограм).
Међутим, исти паралелограм се исто тако може пресећи дуж дијагонале у два подударна троугла, као што је приказано на слици с десне стране. Површина сваког троугла је половина површине паралелограма:
{\displaystyle A={\frac {1}{2}}bh}  (троугао).
Слични аргументи могу се користити за проналажење формуле за површину трапезоида као и компликованијих полигона.

### Површина закривљених облика

#### Кругови
Формула за површину круга (прецизније површина обухваћена кругом или површина диска) базирана је на сличном методу. Полазећи од полупречника круга r, могуће је поделити круг у секторе, као што је приказано на слици десно. Сваки сектор је приближно троугаон по облику, и сектори се могу аранжирати тако да формирају приближни паралелограм. Висина паралелограма је r, а ширина је половина обима круга, или πr. Стога је тотална површина круга πr2:
A = πr2  (круг).
Мада је дисекција која се користи у овој формули само приближна, грешка постаје све мања и мања како се круг дели у све мање и мање секторе. Лимит површине апроксимираног паралелограма је прецизно πr2, што је површина круга.
Овај аргумент је заправо једноставна примена идеје инфинитезималног рачуна. У античка времена, метод исцрпљивања је кориштен на сличан начин за налажење површине круга, и тај метод се сад сматра прекурзором интегралног рачуна. Користећи модерне методе, површина круга се може израчунати користећи одређени интеграл:
{\displaystyle A\;=\;2\int _{-r}^{r}{\sqrt {r^{2}-x^{2}}}\,dx\;=\;\pi r^{2}.}

#### Елипсе
Формула за површину обухваћену елипсом је сродна формули за круг; за елипсу са великом и малом полуосом x и y формула је:
{\displaystyle A=\pi xy.}

#### Површина тела
Већина основних формула за површину тела се може добити пресецањем и поравнавањем површина. На пример, ако се бочна површина цилиндра (или било које призме) уздужно пресече, површина се може поравнати у правоугаоник. Слично томе, ако се пресече једна страна купе, бочна површина се може поравнати у сектор круга, и резултирајућа површина се може израчунати.
Формулу за површину сфере је теже извести: пошто сфера има ненулту Гаусова закривљеност, она се не може поравнати. Формулу за површину сфере је први извео Архимед у свом раду О сфери и цилиндру. Формула је:
A = 4πr2  (сфера),
где је r радијус сфере. Као са формулом површине круга, свако извођење ове формуле наследно користи методе сличне методима калкулуса.

### Опште формуле

#### Површине дводимензионалних фигура
- Троугао: {\displaystyle {\tfrac {1}{2}}Bh} (где је B било која страна, и h је растојање од линије на којој B лежи до другог темена троугла). Ова формула се може користити ако је висина h позната. Ако су познате дужине три стране онда се може користити Херонова формула: {\displaystyle {\sqrt {s(s-a)(s-b)(s-c)}}} где су a, b, c стране троугла, и {\displaystyle s={\tfrac {1}{2}}(a+b+c)} је половина његовог обима.[1] Ако су један угао и две стране дате, површина је {\displaystyle {\tfrac {1}{2}}ab\sin(C)} где је C дати угао и a и b су стране.[1] Ако је троугао приказан на координатној равни, може се користити матрица која се поједностављује апсолутном вредношћу израза {\displaystyle {\tfrac {1}{2}}(x_{1}y_{2}+x_{2}y_{3}+x_{3}y_{1}-x_{2}y_{1}-x_{3}y_{2}-x_{1}y_{3})}. Ова формула је позната као формула пертле и то је један једноставан начин израчунавања површине троугла заменом координата три тачке (x1, y1), (x2, y2), и (x3, y3). Формула пертле се исто тако може користити за налажење површине других полигона кад су њихова темена позната. Још један приступ налажењу површине координатног троугла је путем калкулуса.
- једноставни полигон конструисан на мрежи равномерно размакнутих тачака (тј., тачака са целобројним координатама) таквој да су сва темена полигона тачке на мрежи: {\displaystyle i+{\frac {b}{2}}-1}, где је i број тачака мреже унутар полигона и b је број граничних тачака.[22] Овај резултат је познат као Пикова теорема.[22]

#### Површина у рачуну
- Површина између криве с позитивним вредностима и хоризонталне осе, мерене између две вредности a и b (b је дефинисана као већа од ове две вредности) на хоризонталној оси, је дато интегралом од a до b функције која представља криву:[2]

{\displaystyle A=\int _{a}^{b}f(x)\,dx.}
- Површина између графова две функције је једнака интегралу једне функције, f(x), минус интеграл друге функције, g(x):

{\displaystyle A=\int _{a}^{b}(f(x)-g(x))\,dx,} где је {\displaystyle f(x)} крива са већим y-вредностима.
- Површина ограничена функцијом r = r(θ) израженом у поларним координатама је:[2]

{\displaystyle A={1 \over 2}\int r^{2}\,d\theta .}
- Област обухваћена параметарском кривом {\displaystyle {\vec {u}}(t)=(x(t),y(t))} са крајњим тачкама {\displaystyle {\vec {u}}(t_{0})={\vec {u}}(t_{1})} је дата линијским интегралом:

{\displaystyle \oint _{t_{0}}^{t_{1}}x{\dot {y}}\,dt=-\oint _{t_{0}}^{t_{1}}y{\dot {x}}\,dt={1 \over 2}\oint _{t_{0}}^{t_{1}}(x{\dot {y}}-y{\dot {x}})\,dt}
(погледајте Гринову теорему) или z-компоненту од
{\displaystyle {1 \over 2}\oint _{t_{0}}^{t_{1}}{\vec {u}}\times {\dot {\vec {u}}}\,dt.}

#### Ограничена површина између две квадратне функције
Да би се нашла ограничена површина између две квадратне функције, потребно је одузети једну од друге
{\displaystyle f(x)-g(x)=ax^{2}+bx+c=a(x-\alpha )(x-\beta )}
где је f(x) квадратна горња граница и g(x) је квадратна доња граница. Дискриминанта f(x)-g(x) се дефинише као
{\displaystyle \Delta =b^{2}-4ac.}
Поједностављујући интегралну формулу између графова две функције (као што је дато у горњој секцији) и користећи Вијетове формуле, добија се
{\displaystyle A={\frac {\Delta {\sqrt {\Delta }}}{6a^{2}}}={\frac {a}{6}}(\beta -\alpha )^{3},\qquad a\neq 0.}
Ово остаје валидно ако је једна од функција линеарна.

#### Површина тродимензионалних фигура
- Купа:[25] {\displaystyle \pi r\left(r+{\sqrt {r^{2}+h^{2}}}\right)}, где је  полупречник кружне основе, и h је висина. Ово се исто тако може написати као {\displaystyle \pi r^{2}+\pi rl}[25] или {\displaystyle \pi r(r+l)\,\!} где је  полупречник и l је висина нагиба купе. {\displaystyle \pi r^{2}} је база површине, док је {\displaystyle \pi rl} латерална површина купе.[25]
- коцка: {\displaystyle 6s^{2}}, где је s дужина ивице.[6]
- цилиндар: {\displaystyle 2\pi r(r+h)}, где је  полупречник основе и h је висина. 2{\displaystyle \pi }r се такође може написати као {\displaystyle \pi } , где је d дикаметар.
- призма: 2B + Ph, где је  површина основе,  је обим базе, и h је висина призме.
- пирамида: {\displaystyle B+{\frac {PL}{2}}}, где је  површина основе,  је обим основе, и L је дужина нагиба.
- правоугаона призма: {\displaystyle 2(\ell w+\ell h+wh)}, где је {\displaystyle \ell } дужина, w је ширина, и h је висина.

#### Општа формула за површину
Општа формула за површину графа непрекидно диференцијабилне функције {\displaystyle z=f(x,y),} где је {\displaystyle (x,y)\in D\subset \mathbb {R} ^{2}} и {\displaystyle D} је регион у xy-равни са глатким границама:
{\displaystyle A=\iint _{D}{\sqrt {\left({\frac {\partial f}{\partial x}}\right)^{2}+\left({\frac {\partial f}{\partial y}}\right)^{2}+1}}\,dx\,dy.}
Још општија формула за површину графа параметарске површине у векторском облику {\displaystyle \mathbf {r} =\mathbf {r} (u,v),} где је {\displaystyle \mathbf {r} } непрекидно диференцијабилна векторска функција {\displaystyle (u,v)\in D\subset \mathbb {R} ^{2}} је:
{\displaystyle A=\iint _{D}\left|{\frac {\partial \mathbf {r} }{\partial u}}\times {\frac {\partial \mathbf {r} }{\partial v}}\right|\,du\,dv.}

### Основне формуле
| Формуле за рачун површина: | Формуле за рачун површина:                                    | Формуле за рачун површина:                                                                                   |
| Слика                      | Формула                                                       | Објашњење |
| -------------------------- | ------------------------------------------------------------- | --- |
| Правоугаоник               | {\displaystyle l\cdot w\,}                                    | {\displaystyle l} и {\displaystyle w} су дужина и ширина правоугаоника.                                      |
| Троугао                    | {\displaystyle {\frac {1}{2}}b\cdot h\,}                      | {\displaystyle b} и {\displaystyle h} су основица и висина.                                                  |
| Круг                       | {\displaystyle \pi \cdot r^{2}\,}                             | {\displaystyle r} је полупречник.                                                                            |
| Елипса                     | {\displaystyle \pi \cdot a\cdot b\,}                          | {\displaystyle a} и {\displaystyle b} су велика и мала полуоса.                                              |
| Сфера                      | {\displaystyle 4\pi r^{2}\,}, или {\displaystyle \pi d^{2}\,} | {\displaystyle r} је полупречник, а {\displaystyle d} је пречник.                                            |
| Трапез                     | {\displaystyle {\frac {1}{2}}(a+b)h\,}                        | {\displaystyle a} и {\displaystyle b} су паралелне стране, а {\displaystyle h} је растојање међу паралелама. |
| Ваљак                      | {\displaystyle 2\pi r(h+r)\,}                                 | {\displaystyle r} и {\displaystyle h} су полупречник и висина.                                               |
| Омотач ваљка               | {\displaystyle 2\pi rh\,}                                     | {\displaystyle r} и {\displaystyle h} су полупречник и висина.                                               |
| Купа                       | {\displaystyle \pi r(l+r)\,}                                  | {\displaystyle r} и {\displaystyle l} су полупречник и дужина странице купе.                                 |
| Омотач купе                | {\displaystyle \pi rl\,}                                      | {\displaystyle r} and {\displaystyle l} су полупречник и дужина странице купе.                               |
| Кружни исечак              | {\displaystyle {\frac {1}{2}}r^{2}\theta \,}                  | {\displaystyle r} и {\displaystyle \theta } су полупречник и угао (у радијанима).                            |

## Мерне јединице
Према СИ систему јединица мера, који је и код нас на снази, основна мерна јединица површине је квадратни метар (m²), а могу се користити и из ње изведене величине:
- = 0.01 m² = 10-2m² (ретко се користи)
- = 0.0001 m² = 10-4m² (ретко се користи)
- = 0.000001 m² = 10-6m² (користи се за мерење површине пресека жице у електротехници)

За мерење површине терена користе се веће мере:
- 1  = 100 m² = 102m²
- 1  = 10 000 m² = 104m² (један хектар)
- 1  = 1 000 000 m² = 106m² (један квадратни километар)